# Кяшпінш
Кяшпі́нш (рос. Кяшпинш) — гірська вершина у північно-східній частині Великого Кавказу. Знаходиться на території Росії (південний Дагестан).